# Aminomethylphosphonsäure
Aminomethylphosphonsäure (auch Aminomethanphosphonsäure, Aminomethylphosphonic Acid, AMPA) ist eine chemische Verbindung aus der Gruppe der Phosphonsäuren und eine schwache organische Säure. Sie bildet sich als Abbauprodukt anderer Phosphonsäuren wie Glyphosat, ATMP oder EDTMP.

## Eigenschaften

AMPA-Ionen und pK_{S}-Werte

AMPA ist ein Analogon der Aminosäure Glycin, wobei die COOH-Gruppe durch eine PO(OH)2-Gruppe (Phosphonsäure-Gruppe) ersetzt wurde. Im Gegensatz zu den Amino(mono)carbonsäuren sind Phosphonsäuren aber zweibasig; d. h. sie können an Basen zwei Protonen abgeben, z. B. an H2O-Moleküle, wenn sie in Wasser gelöst werden.
Da AMPA aber eine Aminogruppe H2N– enthält, die eine stärkere Base ist als H2O, fängt die Aminogruppe 1 Proton ein und wird dadurch zur positiv geladenen Ammoniogruppe (H3N+–). So entsteht ein Zwitterion, welches bereits im festen Aggregatzustand vorliegen dürfte. Indiz dafür ist der relativ hohe Schmelz- bzw. Zersetzungspunkt.
{\displaystyle {\ce {H2N-CH2-P(=O)(OH)2 <=> H3N+-CH2-P(=O)(OH)(O^{-})}}}
Die PO(OH)2-Gruppe von AMPA kann zwei Protonen abgeben, d. h. vollständig dissoziieren. Die Acidität des Zwitterions wird daher durch drei pKa-Werte beschrieben. Man ermittelte pKa1 = 1,8; pKa2 = 5,4 und pKa3 = 10,0. Der isoelektrische Punkt liegt bei pH 3,45.

## Vorkommen
AMPA ist das Hauptabbauprodukt des Breitbandherbizids Glyphosat. AMPA wird von der Bodenmikroflora mineralisiert, allerdings mit einer niedrigeren Abbaurate als Glyphosat selbst. In der Umwelt wurde AMPA häufiger und in höheren Konzentrationen als Glyphosat gefunden.
Der Metabolit AMPA entsteht auch als Abbauprodukt stickstoffhaltiger organischer Phosphonsäuren (Aminopolyphosphonaten), wie ATMP, EDTMP und DTPMP. Da Phosphonate in Waschmitteln, als Inhibitoren gegen Korrosion und Kesselsteinbildung in Kühl- und Kesselspeisewässern, und in der Textil- und Papierindustrie in großen Mengen eingesetzt werden, kann beim Nachweis von AMPA in Gewässern nicht ohne weiteres geklärt werden, auf welche Quelle dies zurückzuführen ist.
Die Untersuchung zahlreicher Gewässerproben in den USA und Europa hat bestätigt, dass das detektierte AMPA nicht ausschließlich aus Glyphosat entstehen kann. So bleiben in Europa die gemessenen AMPA-Werte auch außerhalb der typischen Applikationszeiträume (beispielsweise im Winter) oder bei trockenen Sommern konstant. Diese Werte können nicht damit erklärt werden, dass Starkregen ein Teil des auf den Feldern aufgetragenen Glyphosates in Flüsse oder Seen spült, es liegt zudem kein korrespondierendes typisches zeitliches Muster vor. Da AMPA mit geklärtem Abwasser vergesellschaftet auftritt, ziehen die Autoren den Schluss, dass Aminopolyphosphonate, die in ausgewählten Wasch- und Reinigungsmitteln in Europa enthalten sind, in der Kläranlage zu AMPA abgebaut werden.

## Synthese
Eine Darstellung aus einfachen Edukten ist schwierig; es muss mit Schutzgruppen gearbeitet werden. Beispielsweise synthetisierten Kabachnik und Melved die Verbindung aus Phosphonsäurediethylester (Diethylphosphit), Ammoniak und Formaldehyd (die Reaktion ist als Spezialfall der später so benannten Kabachnik-Fields-Reaktion zu betrachten). Anschließend wurde der gebildete Aminomethanphosphonsäureester hydrolysiert.
Die oft für die Herstellung von alpha-Aminomethylphosphonsäuren verwendete Reaktion von Phosphonsäure, Formaldehyd und Ammoniak führte in diesem Fall nicht zum Ziel.